# IBA Ribeira do Rabil
L'IBA Ribeira do Rabil són un lloc d'aiguamolls a l'arxipèlag de Cap Verd, situada a 600 km de la costa del nord-oest d'Àfrica a l'oceà Atlàntic. Ha estat reconegut com un aiguamoll d'importància internacional per designació en el marc del Conveni de Ramsar.

## Descripció
El lloc de 300 hectàrees comprèn la boca del corrent estacional Ribeira do Rabil, o Ribeira Grande, amb una llaguna associada, vora la vila de Rabil a la costa oest de l'illa de Boa Vista. S'estén al voltant de 7 km cap a l'est des de la costa fins a la carretera que connecta Rabil amb la vila principal de l'illa, Sal Rei. Està envoltat per dunes de sorra mòbil i vegetació dominada per espècies de Tamarix, Cyperus, Zygophyllum i Euphorbia. El corrent flueix després de les pluges a l'estació humida, però, durant la major part de l'any, es compon d'una cadena de pous d'aigua salobre que s'assequen a poc a poc durant l'estació seca. La llacuna conté aigua durant tot l'any. El lloc també alberga poblacions de pardals de Cap Verd i la zona està identificada com a Important Bird Area (IBA) per BirdLife International. Hi ha els lacertilis endèmics Hemidactylus bouvieri i Mabuya stangeri.